# آلیسون ای. کمبل
آلیسون ای. کمبل (انگلیسی: Allison A. Campbell؛ ‏تلفظ نام‌خانوادگی: ‎/ˈkæmbəl/‎؛ ‏ زادهٔ ۱۹۶۳) شیمیدان آمریکایی است. وی در سال ۲۰۱۷ به عنوان رئیس انجمن شیمی آمریکا انتخاب شد.